# Landscape Institute
El Instituto del Paisaje ( LI, en inglés: Landscape Institute) es un organismo profesional con sede en el Reino Unido para la profesión del paisaje. Su membresía incluye arquitectos paisajistas , diseñadores urbanos , planificadores paisajistas, científicos paisajistas y administradores de paisajes. La LI también tiene una categoría para miembros académicos.
Fundado en 1929-30 como el Instituto de Arquitectos Paisajistas ( Institute of Landscape Architects ILA ), se le otorgó una Carta Real en 1997. En palabras de su presidente más antiguo, Geoffrey Jellicoe , “Recién en el presente siglo ha surgido el paisaje colectivo. como una necesidad social. Estamos promoviendo un arte del paisaje a una escala jamás concebida en la historia”.
La LI busca promover la arquitectura del paisaje y regular la profesión del paisaje con un código de conducta que los miembros deben cumplir. LI tenía 'más de 900' miembros en el momento de su cuadragésimo cumpleaños (en 1969) y en 1978 tenía más de 1.500 miembros. En 2019, la membresía total de la LI fue de 5.613. La Real Carta Orgánica del Instituto del Paisaje fue otorgada en 1997 y revisada en 2008 y 2016. Su objeto y fines se especifican a continuación (en la Cláusula 5. (1): "El objeto y fines para los que se constituye el Instituto son proteger, conservar y mejorar el entorno natural y construido para el beneficio del público mediante la promoción de las artes y las ciencias de la arquitectura del paisaje (como se define dicha expresión en adelante) y sus diversas aplicaciones y, con ese fin, fomentar y fomentar la difusión del conocimiento relacionado con la arquitectura del paisaje. y la promoción de la investigación y la educación en el mismo, y en particular para establecer, mantener y promover los estándares de educación, calificación, competencia y conducta de quienes practican la Arquitectura Paisajista como profesión,y para determinar normas y criterios de educación, formación y experiencia."
El Landscape Institute publica la revista Landscape,(anteriormente Landscape Design ), y es miembro de la Federación Internacional de Arquitectos Paisajistas.

## Desarrollo de la profesión de paisaje en el Reino Unido
El crecimiento de la arquitectura paisajista ha sido liderado por sus miembros y apoyado por su secretaría y por la legislación gubernamental desde la década de 1940. La legislación relevante incluía la Ley de Ciudades Nuevas (1946) que condujo a un requisito de atención especial al 'tratamiento paisajístico' de Ciudades Nuevas, y por ende a los primeros trabajos asalariados para arquitectos paisajistas en el servicio público. La Directiva Europea de Evaluación de Impacto Ambiental Directiva EIA (85/337/EEC) (1985) generó nuevos trabajos en la preparación de evaluaciones de impacto ambiental .
Desde la década de 1950 hasta la de 1980, el sector público (particularmente las autoridades locales) fue el mayor empleador de arquitectos paisajistas, con una minoría trabajando en la práctica privada. En el siglo XXI, y especialmente tras las reformas del gasto público posteriores a 2009, una gran mayoría de arquitectos paisajistas están empleados en el sector privado.

### Historia de la arquitectura "de paisaje"
'Arquitectura del paisaje' es un nombre moderno para un arte antiguo. El desarrollo del arte antiguo es analizado por Geoffrey Jellicoe , en The Landscape of Man , y por Norman T. Newton en Design on the land . Jellicoe describe las pinturas rupestres de Lascaux c30.000 aC como los "primeros paisajes concebidos conscientemente por el hombre". Newton, define la 'arquitectura paisajista' como el arte 'de arreglar la tierra, junto con los espacios y objetos sobre ella, para un uso humano seguro, eficiente, saludable y placentero' y escribe que 'el antiguo arte se convirtió en una nueva profesión oficialmente , cuando en 1863 el título de Arquitecto Paisajista fue utilizado por primera vez por la Junta deComisionados de Central Park en la ciudad de Nueva York. Había sido empleado extraoficialmente por Frederick Law Olmsted y Calvert Vaux a partir de 1858'. Aunque su uso como título profesional es estadounidense, el origen del término 'arquitecto paisajista' es europeo. Charles Waldheim identifica dos posibles orígenes del siglo XIX: en Francia y en el Reino Unido. El posible origen francés proviene de Jean-Marie Morel . Fue 'arquitecto, ingeniero y diseñador de jardines' y 'se le atribuye la formulación ''architecte-paysagiste''. Esta posibilidad fue identificada a finales del siglo XIX e investigada por Disponzio.
El posible origen en el Reino Unido fue identificado en 1982 e investigado por Nina Antonetti en 2012. Ella remonta el término 'arquitectura del paisaje' a Meason y su uso como título profesional a William Andrews Nesfield . El libro de Meason se publicó en 1828 y trata sobre la relación entre los edificios y su entorno. John Claudius Loudon acogió con beneplácito el nuevo término 'arquitecto paisajista' y lo utilizó en Gardeners Magazine , que él mismo editaba, y en dos de las enciclopedias que publicó: la Encyclopedia of Gardening (desde la edición de 1835 en adelante) y la Encyclopedia of Cabaña, Granja, Villa Arquitectura (1838). Loudon también lo usó en el título de su libro de 1840: La jardinería paisajística y la arquitectura paisajística del difunto Humphry Repton, esq . La publicidad dada al término 'arquitectura paisajista' por Loudon llevó al uso del término 'arquitecto paisajista' por parte de algunos diseñadores de jardines británicos desde mediados del siglo XIX en adelante. El ejemplo más notable es su uso en 1849 por William Andrews Nesfield . Nesfield se describió a sí mismo como arquitecto paisajista en el plano que presentó para el jardín de la residencia más famosa de Gran Bretaña, el Palacio de Buckingham.
El uso en el Reino Unido del término 'arquitecto paisajista' (que significa 'diseñador de jardines') disminuyó hacia fines del siglo XIX. Fue la larga y brillante carrera de Olmsted lo que lo llevó a hacerse famoso y a asociarse con proyectos públicos: para parques, vías verdes, sistemas de espacios abiertos y diseño urbano. Sus proyectos más famosos fueron Central Park en Nueva York y el Emerald Necklace de espacio verde en Boston. Este fue el sentido en el que la 'arquitectura del paisaje' regresó al Reino Unido y en el que fue adoptada por el Instituto del Paisaje, como se describe a continuación.

### Historia del ILA y LI
La discusión sobre la necesidad de que la arquitectura del paisaje tenga un cuerpo profesional en el Reino Unido comenzó con un artículo de 1911 sobre "La posición y las perspectivas de la arquitectura del paisaje en Inglaterra"..  Fue escrito por Thomas Mawson y abogó por la creación de una Sociedad de Arquitectos Paisajistas. Cuando trabajaban en el concurso de Dunfermline para el parque Pittencrieff , Thomas Mawson y Patrick Geddes habían sido los dos primeros hombres en utilizar el término "arquitecto paisajista" en el sentido establecido por la oficina de Frederick Law Olmsted. El artículo de Mawson contribuyó a la formación de un nuevo organismo, pero hubo desacuerdo sobre qué nombre debería tener. Pasó a llamarse Instituto de Urbanismo (TPI) y ahora es elReal Instituto de Urbanismo (RTPI). Mawson se convirtió en su presidente en 1923.
Stanley V Hart estaba preocupado por la falta de unidad en la sección británica de la Exposición Internacional de Diseño de Jardines (celebrada en octubre de 1928) y utilizó un anuncio en The Gardeners' Chronicle para invitar a las partes interesadas a asistir a una reunión en el Chelsea Flower Show en 1929. Según Brenda Colvin(que estaba presente) la intención original era llamarlo 'Asociación Británica de Arquitectos de Jardines'. Ella le dijo a Tony Aldous, a quien LI le encargó que escribiera un libro sobre su historia, que "la mayoría de las personas que comenzaron el instituto solo estaban haciendo jardines privados, debes recordar". Entonces, 'si lo hubiéramos llamado jardineros paisajistas, nos habría llevado mucho más tiempo llegar al alcance completo que tiene la profesión hoy en día, si es que hubiéramos llegado'. También le dijo a Aldous que 'Thomas Adams persuadió a los miembros fundadores para que siguieran el ejemplo estadounidense y para 'Landscape Architects' La decisión de cambiar su nombre a Instituto de Arquitectos Paisajistas (ILA) se tomó en 1930 y se puso en marcha el nuevo Instituto. Los Objetos de la ILA se definieron en la Cláusula 2 de su primera Constitución (redactada por Gilbert Henry Jenkins): 'El Instituto se formará para promover el estudio y el avance general del Arte de la Arquitectura del Paisaje en todas sus ramas, y para servir como un medio de relación amistosa entre los miembros y otros practicantes o interesados en el Arte'. En la Cláusula 3, se establecieron diez Métodos de Logro: Establecer una sede adecuada; Organizar conferencias; Prepare juegos de diapositivas de linterna; Promover la publicación de una Revista; Organizar exposiciones periódicas; Encontré una biblioteca; Educar al público en el Arte de la Arquitectura del Paisaje; Asegurar el establecimiento de uno o más Centros de Capacitación; Organizar visitas a buenos ejemplos de Arquitectura del Paisaje; Celebrar Conferencias con otras Sociedades que puedan colaborar en la promoción del Arte de la Arquitectura del Paisaje. La revista del nuevo Instituto tenía por títuloPaisaje y jardín y fue editado por un conocido autor y diseñador de jardines: Richard Sudell.
Los primeros miembros de la ILA eran en su mayoría diseñadores de jardines y arquitectos. Algunos de los diseñadores de jardines (incluido Stanley Hart se fueron debido a la restricción de que los miembros del nuevo Instituto no deben ganar dinero con el comercio. Inspirados por la práctica del Instituto Real de Arquitectos Británicos, los miembros tuvieron que declarar que 'No estoy involucrado en la venta de nada relacionado con la jardinería, ni estoy financieramente interesado en ninguna empresa de jardinería comercial'. El enfoque de la ILA comenzó para expandirse más allá de la jardinería cuando Thomas Adams se convirtió en su presidente en 1937. Había sido el primer presidente del Instituto de Planificación Urbana(en 1914) y tenía una amplia experiencia en planificación y arquitectura paisajista en los EE. UU. y Canadá. La ampliación de la carga de trabajo se aceleró cuando Geoffrey Jellicoe se convirtió en presidente de la ILA en 1939. Visitó los EE. UU. en 1942 y, al igual que Adams, quedó impresionado por la variedad de trabajos realizados por los miembros de la Sociedad Estadounidense de Arquitectos Paisajistas (ASLA). Richard Sudell apoyó la ampliación de la carga de trabajo. En 1948, Jellicoe se convirtió en el presidente fundador de la Federación Internacional de Arquitectos Paisajistas (IFLA). En mi opinión, la expansión para incluir proyectos públicos fue obviamente correcta, pero alejarse del diseño de jardines fue obviamente incorrecto. Era como excluir la poesía de un curso de literatura inglesa.
Pero la expansión fue un éxito y los frutos de la promoción de la arquitectura paisajista de ILA se detallan en los capítulos del Capítulo 3 de Tony Aldous: clientes públicos; Capítulo 4 Pueblos nuevos; Capítulo 5 campus universitarios; Capítulo 6; Whitehall; Capítulo 7: carreteras; Capítulo 8: energía, acero, ferrocarriles, canales y aeropuertos; Capítulo 9: silvicultura y embalses; Capítulo 10: autoridades locales; Capítulo 11: extracción de minerales; Capítulo 12: clientes corporativos.
En 1977, el Instituto de Arquitectos Paisajistas cambió su nombre por el de Instituto del Paisaje (Landscape Institute) y amplió su membresía para incluir a los administradores y científicos paisajistas, así como a los arquitectos paisajistas que siguen siendo la mayor especialidad. El nombre colectivo de los diversos especialistas es 'profesionales del paisaje'.

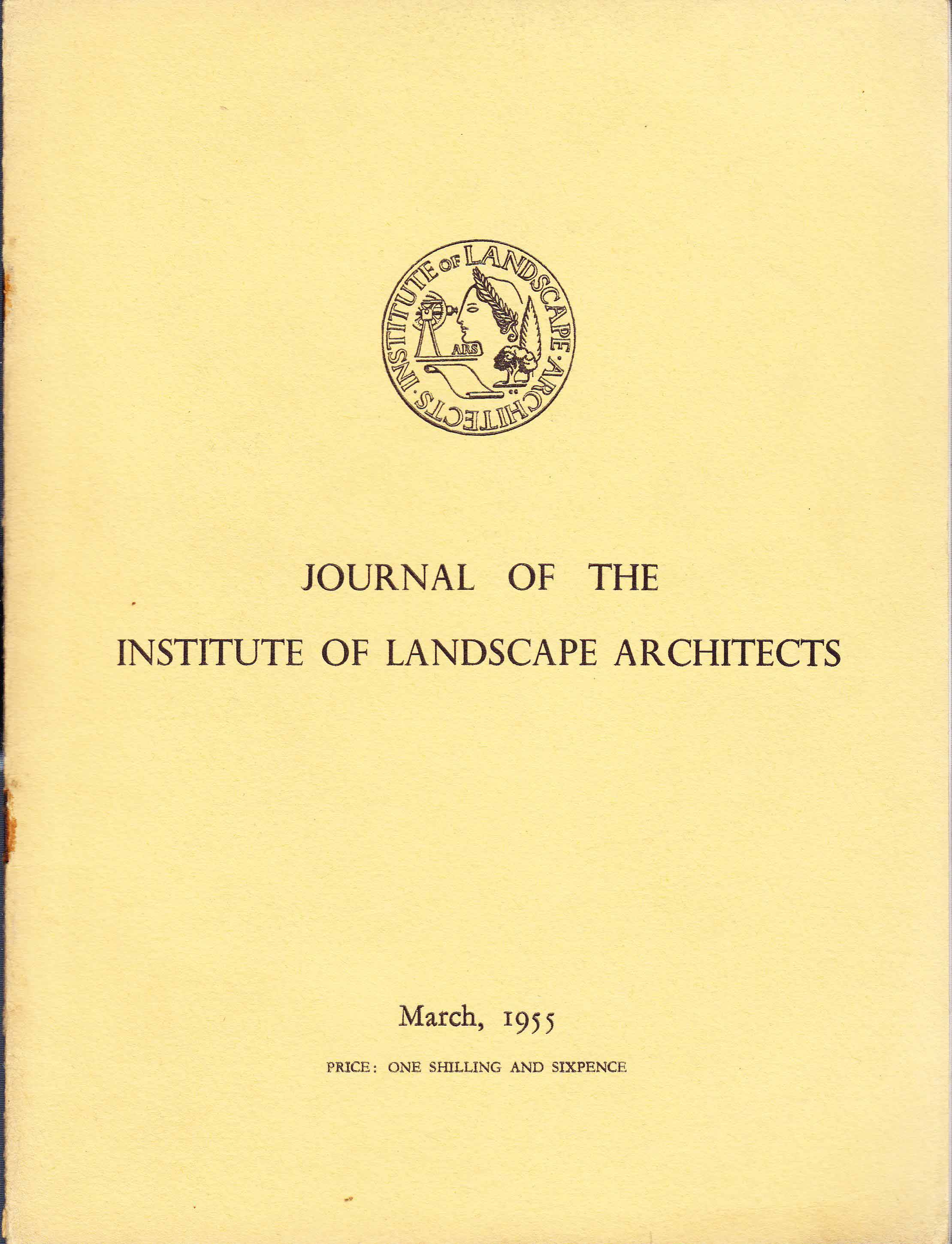
Cubierta de la Revista del Instituto de Arquitectos de Paisaje (JILA, Journal of the Institute of Landscape Architects) para marzo de 1955. El ILA el logotipo estuvo diseñado por Colin Gill (un primo de Eric Gill)

## Afiliación
Los miembros de LI incluyen diseñadores de paisajes, administradores de paisajes, planificadores de paisajes, científicos de paisajes y diseñadores urbanos.
La categoría de membresía de Afiliado es una categoría abierta con requisitos mínimos. Sin embargo, para convertirse en miembro profesional, los candidatos primero deben haber completado un curso universitario acreditado por LI o, alternativamente, ser evaluados como un caso especial para la admisión como Asociado . Después de esto, proceden a lo largo de Pathway to Chartership (P2C), un programa de aprendizaje guiado y supervisado que culmina en una entrevista con dos examinadores que son miembros senior de la profesión, una vez que el candidato ha alcanzado un nivel de competencia acordado. Este proceso se conocía anteriormente como 'Parte IV' del propio examen de diseño del Instituto del Paisaje. Las partes I a III fueron reemplazadas por el sistema de cursos de grado acreditados a mediados de la década de 1980.
'Landscape Architect' no es un título protegido en el Reino Unido (a diferencia del título 'architect', no existe un registro estatal). Sin embargo, es una profesión regulada y el Gobierno del Reino Unido reconoce al Landscape Institute como organismo regulador. Por lo tanto, sería fraudulento utilizar el título de 'Miembro colegiado del Instituto del Paisaje' y la designación 'CMLI' si uno no fuera miembro colegiado.

## Actividades
Las actividades del LI incluyen el mantenimiento de una base de datos de miembros, comunicaciones de miembros, boletines, el Diario, CPD, exámenes profesionales, hacer cumplir un Código de Conducta, políticas y resultados técnicos, y promoción. Las publicaciones de LI incluyen: Orientación para la evaluación del impacto visual y del paisaje, 3.ª ed. (junto con IEMA), Visualización de Desarrollo y BIM para Paisaje. En 2008, LI, con el apoyo de CABE , lanzó una campaña para aumentar el número de arquitectos paisajistas en el Reino Unido. Titulado Quiero ser Arquitecto Paisajista , se centró en aumentar el número de estudiantes de posgrado y pregrado que se acreditan LIcursos
En julio de 2018, la iniciativa Quiero ser arquitecto paisajista fue reemplazada por una nueva campaña de carreras titulada #ChooseLandscape , cuyo objetivo era crear conciencia sobre el paisaje como profesión; mejorar y aumentar el acceso a la educación paisajística; e inspirar a los jóvenes a elegir el paisaje como carrera. Esta campaña incluyó otras profesiones relacionadas con el paisaje, como la gestión del paisaje, la planificación del paisaje, la ciencia del paisaje y el diseño urbano.
El LI fue uno de los socios del grupo directivo de Neighborhoods Green , una iniciativa de asociación que trabajó con propietarios sociales y asociaciones de vivienda para resaltar la importancia y elevar la calidad general del diseño y la gestión de espacios abiertos y verdes en viviendas sociales. También está representado en la Junta de The Parks Alliance y Building with Nature y tiene Memorandos de Entendimiento con el Institute of Place Management (IPM) y Landscapes for Life (la Asociación Nacional de Áreas de Belleza Natural NAAOB).

## Biblioteca y archivo
El Instituto de Arquitectos Paisajistas (el nombre anterior del Instituto del Paisaje), construyó una colección de libros y archivos de la biblioteca relacionados con la práctica del diseño y la gestión con el propósito de crear una colección nacional del paisaje. La biblioteca se estableció formalmente en 1967. Las colecciones de archivo comenzaron en la década de 1990 cuando los arquitectos paisajistas fallecieron y sus colecciones fueron legadas, donadas o recolectadas activamente por el Instituto. En 2013, el Archivo y Biblioteca del Instituto del Paisaje fue donado al Museo de la Vida Rural Inglesa (MERL) en la Universidad de Reading y está disponible para los miembros del Instituto, investigadores y miembros del público. Recibe apoyo económico del Instituto del Paisaje. La Biblioteca y Archivo Amigos del Paisaje en Reading (FOLAR) promueve el archivo y fomenta su uso.

## Crítica del Instituto de Paisaje (LI)
El Instituto del Paisaje tuvo una crisis financiera en 2009, a raíz de la crisis financiera mundial de 2007-2008 . Esto llevó a la formación de un Grupo de Reforma del Instituto del Paisaje, presidido y convocado por Edward Hutchison. Las críticas a la LI incluyeron: membresía estancada; debilidad en la promoción del arte de la arquitectura del paisaje; falta de democracia participativa; la separación estructural entre el Patronato, el Consejo Consultivo, el Ejecutivo, las Ramas y la Membresía. Estas críticas se debatieron en una serie de Asambleas Generales Extraordinarias y en el Foro de Miembros de Talking Landscape y muchas de ellas fueron respaldadas en un informe publicado por la LI en 2021.

## Presidentes
Los presidentes del Instituto del Paisaje son elegidos por los miembros de LI por un período de dos años. Expresidentes del Instituto de Arquitectos Paisajistas/Instituto del Paisaje
- 2020-22 Jane Findlay
- 2018-20 Adam White
- 2016-18 Merrick Denton-Thompson
- 2014-16 Noel Farrer
- 2012-14 Sue Illman
- 2010-12 Jo Watkins
- 2008-10 Neil Williamson
- 2006-08 Nigel Thorne
- 2004-06 Kathryn Moore
- 2002-04 Rod Edwards
- 2000-02 David Jarvis
- 1999-2000 Tim Gale
- 1997-99 Richard Burden
- 1995-97 Alan Tate
- 1993-95 Michael Ellison
- 1991-93 Hugh Clamp
- 1989-91 Andrew Bannister
- 1987-89 Cedric Lisney
- 1985-87 John Whalley
- 1983-85 David Randall
- 1981-83 Brian Clouston
- 1979-81 Hal Moggridge
- 1977-79 Arnold Weddle
- 1975-77 William Gillespie
- 1973-75 Cliff Tandy
- 1971-73 Derek Lovejoy
- 1971    Cliff Tandy
- 1969-71 John St Bodfan Gruffyd
- 1967-69 Brian Hackett
- 1965-67 Peter Shepheard
- 1963-65 Leslie Milner-White
- 1961-63 Peter Youngman
- 1959-61 Frank Clark
- 1957-59 Sylvia Crowe
- 1955-57 Richard Sudell
- 1953-55 James Adams
- 1951-53 Brenda Colvin
- 1949-51 Thomas Sharp
- 1939-49 Geoffrey Jellicoe
- 1937-39 Thomas Adams
- 1935-37 Gilbert Jenkins
- 1930-31 Edward Prentice-Mawson
- 1931-33 Edward White
- 1930-31 Thomas Mawson